# 紅白勝利
《紅白勝利》為王鈞領導全能製作公司製作之大型綜藝節目，之前於華視播出，而後於中視播出，主要是以遊戲為主之一節目，開場及每段結束時口號為：「紅白勝利，有夠犀利！」1996年4月20日至1997年8月2日，於華視首播；1997年8月9日至2000年11月14日，於中視首播。
中国大陆的南方电视台综艺频道（即广东广播电视台综艺频道）曾购入该节目的版权，在广东省播出。
《紅白勝利》於華視播出期間任用華視大樂隊伴奏，團長詹森雄、副團長蕭東山輪替指揮。於中視播出初期任用中視大樂隊伴奏，團長林家慶指揮，至1998年中視大樂隊全員退休解散為止。

## 概要
《黃金拍檔》停播之後，在台灣時間星期六晚間的七點半檔至八點檔時段，中視的綜藝節目領域陷入了一段低潮期。當時老三台（台視、中視、華視）都在該時段播映綜藝節目。在這段期間內，中視在該時段推出的綜藝節目大都淪為短命節目：例如黃義雄製作的大型綜藝節目《歡樂八點見》總集數僅有50集，黃義雄製作的現場直播大型綜藝節目《娛樂星聞 歡樂有約》總集數僅有44集；期間雖有黃義雄製作、張小燕主持的現場直播大型綜藝節目《娛樂星聞 小燕有約》紅極一時，但是振衰起蔽的作用不大。最後，中視基於成本考量，索性不在該時段播映綜藝節目，而改以日本電視動畫填補該時段，《鬼神童子》、《柔道英雌》、《新世紀福音戰士》都是曾經在該時段播映完畢的日本電視動畫。
《紅白勝利》第1至4集由王鈞親自剪接。1997年6月18日，藍心湄到華視錄《紅白勝利》，對王鈞說：「前兩天下大雨幫你們出外景，好辛苦哦！聽說節目裡播歌本來是一分鐘，但公司送了一分三十秒的版本，你不可以剪喔。」王鈞回應：「《紅白勝利》前四集我自己過帶剪接，現在我完全不管剪接啦。」
1997年中，由於《紅白勝利》製作經費等問題，王鈞與華視談判破裂，王鈞憤而決定《紅白勝利》自1997年8月6日起跳槽中視，並揚言今後不再為華視製作任何綜藝節目。《紅白勝利》跳槽中視以後，其高收視率提振中視信心，中視才繼續於該時段播映綜藝節目。
1997年8月6日，《紅白勝利》在中國電視大廈首錄大開場，但因中視久未製播八點檔大型綜藝節目，工程班一時生疏，導致錄影頻頻中斷，主持人胡瓜臉色難看，王鈞當場開罵。

## 歷屆主持人
- 華視時期
  - 胡瓜、許效舜、董至成。
- 中視時期
  - 第一任：胡瓜、許效舜、董至成。
  - 第二任：胡瓜、董至成。
  - 第三任：徐乃麟、董至成、曾國城；助理主持：小嫻。
  - 第四任：徐乃麟、董至成；助理主持：小嫻。

## 節目內容
以下是曾經出現在該節目的遊戲單元：

### 華視時期
華視時期佈景分為兩版，華視大樂隊擔任伴奏。
火線追緝令
〈火線追緝令〉為抄襲朝日電視台大型遊戲節目《火焰挑戰者》（ウッチャンナンチャンの炎のチャレンジャーこれができたら100万円!!）內〈電流急急棒〉（電流イライラ棒）之遊戲單元。參賽者手執一根鐵棒，並通過由兩側是銅棒所組成的電流線圈。每一位參賽者的遊戲時限是一分鐘。參賽者必須執著鐵棒，通過並移動兩側線圈之間的空隙，並靠技巧不讓鐵棒碰觸到兩側的電流線圈或障礙物。若參賽者於時限內，鐵棒碰觸到電流線圈或障礙物而造成火花，或者參賽者超過規定時限而尚未手執鐵棒走出終點時，均算失敗。參賽者若成功破解全部線路，則可獲得獎金新臺幣五萬元整（NT$50,000）。
《火焰挑戰者》製作單位在得知有此單元之後，曾組成歷任〈電流急急棒〉冠軍代表隊前往挑戰並過關，還跟胡瓜、許效舜與董至成合拍宣傳照。本挑戰過程曾以《火焰挑戰者》日本新年特別節目的方式，搭配雙語（日文與正體中文）字幕於日本播出，當然也有授權緯來日本台在1998年台灣大年初一晚間播出；《火焰挑戰者》兩位主持人內村光良（小內）、南原清隆（小南）並在播出時嘲笑王鈞被質疑抄襲時支吾其詞的態度，還稱董至成與許效舜是臺灣版的小內、小南。朝日電視台並且在該集節目中出現的《紅白勝利》球體標題（出現於螢幕左上角）之正下方，以白色黑邊的橫排文字標明（華視）字樣，證明《紅白勝利》當時確於華視播出。
音癡大考驗
遊戲單元。現場設置仿效華視綜藝節目《超級星期天》招牌單元〈超級比一比〉的隔間，每一輪參賽者14人各站在一個隔間內，每個隔間內都有一副全罩式耳機掛在掛鉤上。每一輪開始時，全體參賽者除站在鏡頭最左方隔間內者外都要戴上耳機，工作人員播放一小段歌曲給觀眾與站在鏡頭最左方隔間內者聽，此段音樂即為題目，耳機內會同時傳出音量極大的吵雜的音樂（重金屬音樂之類）以防洩題。從站在鏡頭最左方隔間內者開始以鼻音哼唱題目給下一位參賽者聽，傳到站在鏡頭最右方隔間內者為止。每一位參賽者各有約20秒的時間可以哼唱題目。每一輪結束後，主持群依序詢問每位參賽者的答案，從站在鏡頭最右方隔間內者開始問，答案與題目一致者為勝。
天旋地轉
遊戲單元。參賽者戴上安全帽，站在逆時針自轉的電動道具一角，挑戰在60秒內避免被電動道具上的海綿棒打到身體。若海綿棒打到參賽者身體，周圍隨即噴乾冰宣告挑戰失敗。
Baby抱抱爬爬樂
遊戲單元。嬰兒從起點爬行到終點，被母親抱起即算成功。中途有「電視區」放置彩色電視機播放動畫，還有「玩具區」放置各種玩具，分散嬰兒注意力。終點「母親區」有嬰兒真正的母親，還有多個「假母親」吸引嬰兒（真的母親會穿上貼著「媽媽」二字的白色圍裙）。
婆婆媽媽踢踢樂
外景單元。工作人員準備一個足球與一個九宮格方框，每個方框各有一個可掀式的門板，每個門板上各標示一個獎項（獎金或獎品）。主持人或被選上的觀眾在聽到一聲哨音之後踢球一次，有踢到門板者就能得到該門板上標示的獎金金額。觀眾連續踢兩次以上但不曾踢到任何一個門板者，可由主持人代踢；或者，沒有於指定球數內踢到任何獎金或獎品者，仍然可得到衛生紙。有時胡瓜會教導其他地區的鄉親，怎樣用客家話四縣腔說出「衛生紙」一詞。
瘋狂五線譜
遊戲單元。現場架設一面魔鬼氈材質的五線譜牆，有5個黑色音符被拿掉。每一輪參賽者5人穿上魔鬼氈材質的白色衣褲，背後各黏一個塑膠材質的黑色音符，助跑後跳上牆，力求黏在指定位置把五線譜補完。如果參賽者沒黏在指定位置，必須重跳。
疊疊樂
這也是一個類似《火焰挑戰者》內一個單元的遊戲。參賽者兩兩一組，於時限內一位參賽者是負責找尋身旁的積木，協助另外一位參賽者跳躍到每一個積木的頂點。達到一定的高度後，只要站在積木上方的參賽者取得位於攝影棚中央吊著的金球，即可獲得獎金；否則該組參賽者被判定出局，得不到任何獎金。
娃娃上街購物
這是一個與《火焰挑戰者》內一個單元雷同的遊戲。由一位媽媽與一位小朋友於十分鐘內購得三樣物品，小朋友只能返回起點詢問一次，時限內購得指定物品者即可過關並獲得獎金。
同〈火線追緝令〉與〈疊疊樂〉，《火焰挑戰者》製作單位將節目片段帶回後，引起強烈不滿與議論紛紛。
才氣大考驗
遊戲單元。工作人員在每個參賽者面前分別擺放一張小木桌，桌上各有一團黏土，讓參賽者在規定的時限內各自依照同一個題目來捏成指定的形狀，例如「櫻桃蛋糕」。以外形最不離譜者為勝。
膽量大考驗
遊戲單元。製作單位由各地取得一些珍奇異獸，放進「恐怖箱」內，並請參賽者輪流將自己的一隻手或腳伸進「恐怖箱」的內部，觸摸該珍奇異獸，並猜該珍奇異獸的名稱。該單元也有因許多女參賽者因不知道內容物是什麼，而被嚇到花容失色者，也大有所在，還有部份膽小男藝人也不敢摸內容物，而嚇到沒有膽子。
如果箱子內的珍奇異獸是具有危險性且具有攻擊性者，製作單位也會考量到參賽者的安全，會特別加以作防護措施，好讓參賽者不會因摸該珍奇異獸而受傷。例如：摸揚子鱷的時候，揚子鱷的嘴巴會被膠帶封住，好讓揚子鱷不會傷害到參賽者。
此單元因女性參賽者於碰觸到珍奇異獸後皆會感到驚惶，涉及刻板印象，故自開播後即有婦女團體於《自由時報》之〈自由廣場〉撰文批判。
臉部奧運會
由主持群與現場來賓參賽，參賽者僅能以自己的臉部來做運動。例如投擲光碟或飛盤，或者吐出塑膠球（以上兩者以距離最遠者為勝），或者擠眉弄眼讓臉上的餅乾落入自己的嘴裡。
參賽者開始動作前，由董至成帶領觀眾喊搞笑的「加油」口號。例如周慧敏參賽時，董至成帶領觀眾喊：「周慧敏，加油！周慧敏，加油！過敏、過敏、過敏，加油、加油、加油！」許效舜參賽時，董至成帶領觀眾喊：「許效舜，加油！許效舜，加油！龜殼花、龜殼花、龜殼花，加油、加油、加油！」
我的成長
人物訪談單元，源自華視綜藝節目《綜藝大聯盟》之單元〈我的第一次〉，口號是：「無論酸甜苦辣，不管喜怒哀樂，都是：〈我的成長〉。」每週邀請一位藝人（如司馬玉嬌、曹蘭、蔡振南、曹啟泰）來自述成長過程，搭配華視大樂隊伴奏，有勵志的意味。受邀的藝人，稱為「成長巨星」。中間穿插短劇模擬該藝人的成長過程，由主持群與其他藝人合演，劇情有戲仿成分，使整體氣氛不致過度悲情。最後以一張黑底白字的字卡作結，字卡上的字句是該藝人留給觀眾的勵志小語。
宰相胡蘿蔔
短劇單元，戲仿連續劇《宰相劉羅鍋》，胡瓜飾演胡蘿蔔，倪敏然飾演皇帝，花珮嵐飾演皇太后，林美照飾演胡母，許效舜飾演狗子，董至成飾演桂花兒，溫翠蘋飾演建寧公主。
世紀骨牌秀
華視時期最後一個單元，是重播華視綜藝節目《綜藝萬花筒》播過的單元〈超級骨牌秀〉。

### 中視時期
本段內容是依據中視綜藝台選播的《紅白勝利》集數歸納而成。

#### 胡瓜、許效舜、董至成時期

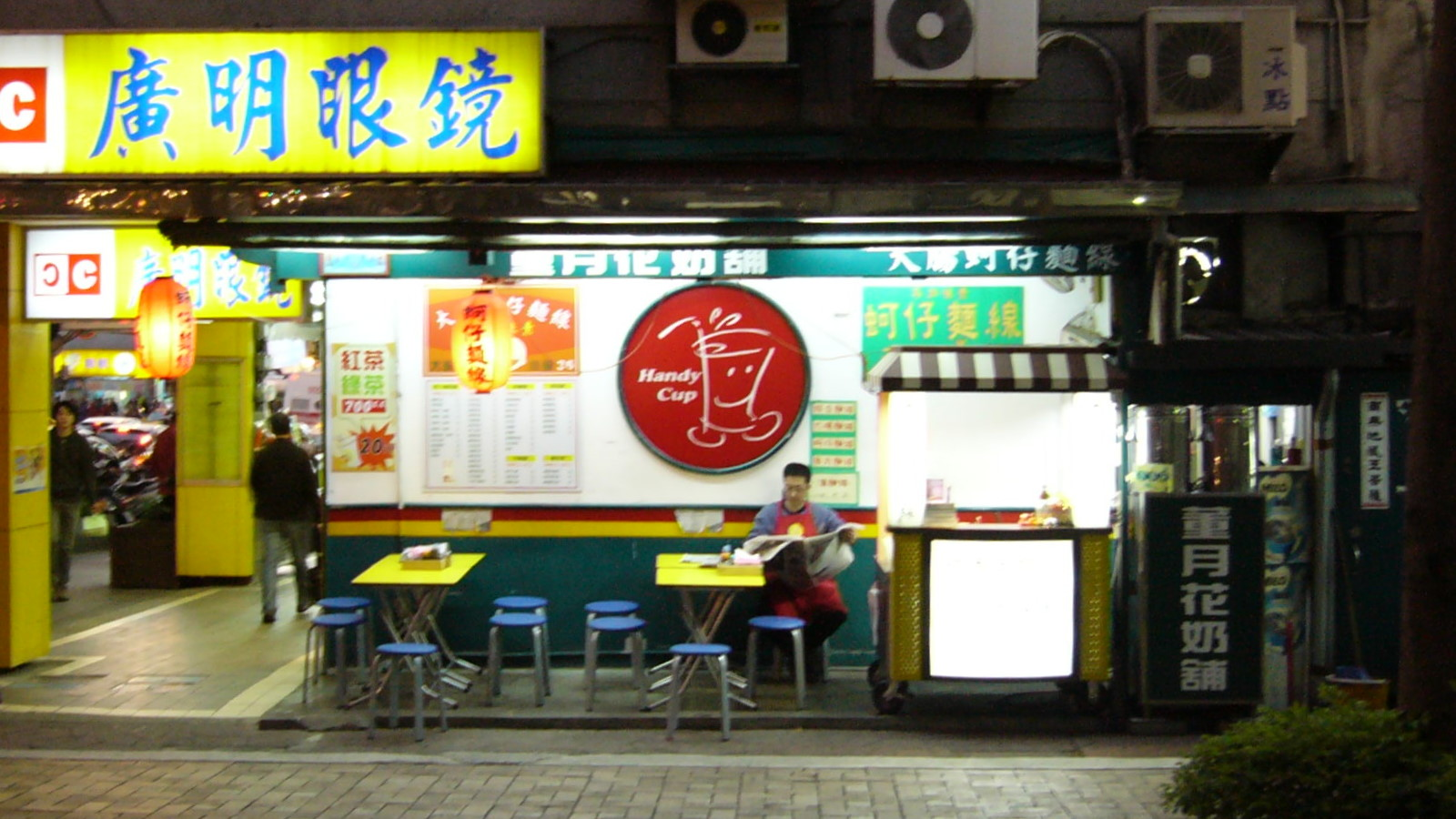
台北市士林區中正路已結業的董月花奶舖士林店

此時期佈景以紅白二色相間的賽車旗燈箱為主體，中視大樂隊擔任伴奏。
轉轉樂
在攝影棚中央放上一根金屬棒。金屬棒頂端有圓球，底部有圓形底盤。圓形底盤的圓心設有一個白色凹槽，可插入金屬棒末端。一位主持人吹哨子一長聲之後，一位參賽者（來賓或其他主持人）就將雙手貼在圓球上，以圓球為圓心，移動雙腳，「公轉」至指定的圈數（男性15圈，女性10圈）；主持人同時開始計時，中視大樂隊同時重複演奏電影《超人》主題音樂。參賽者公轉完畢，手持一支紅色塑膠杓，走到金屬棒正前方的方形透明塑膠盆子內盛水，然後回到金屬棒附近，將水倒入量筒。參賽者將水倒入量筒之後，主持人停止計時，中視大樂隊隨即停止奏樂；直到胡瓜宣布進廣告（亦即該單元結束），或者下一位參賽者開始公轉。參賽者在公轉之後、回到原點之前，幾乎都不能夠安穩地走路，所以經常會把水散逸在觀眾身上，或是整個人跌倒在觀眾席上；這是該單元的一大笑點。參賽者將水倒入量筒之後，主持人觀察量筒水位上升的幅度，並公佈參賽者耗費的時間。
所有參賽者分為兩隊，每集賽程分為數輪。每一輪由兩隊各派一人參賽，以總水量最高的隊伍為優勝，所以每個參賽者必須儘量不讓杓內的水散逸出來。在每一輪中，水量上升的幅度最少者，或是耗費的時間最多者，必須立即接受任意一種懲罰。懲罰的方式有很多種，包括拔罐、電療、曬衣夾等。
正宗紅白比比樂
簡稱〈比比樂〉或〈正宗比比樂〉，源自日本電視台（日本テレビ；NTV）綜藝節目《神奇腦能力!!》之單元，已取得該節目合法授權，英文名稱“Magical Brain Power”即是源自該節目的名稱。第一次播出時，有播放許效舜親自遠赴NTV觀摩及簽訂授權書之影片，許效舜親自點出NTV版佈景本身的安全機制等，可見NTV之用心。「正宗」二字是表示有取得合法授權。1997年8月29日，本單元首次錄影，同時在胡瓜提議下將原訂名稱〈我的比比會轉彎〉當場定名為〈正宗紅白比比樂〉，來賓有吳宗憲、徐華鳳、郭子乾等。
每一輪開始時，主持群出示一塊小板給觀眾與站在鏡頭最左方隔間內者看，小板正面有一個名詞或動詞作為題目。每一位參賽者必須儘量在十秒內用肢體語言把題目「比」出來，並且讓後面的參賽者模仿與猜答案。從站在鏡頭最左方隔間內者開始比，比到站在鏡頭最右方隔間內者為止，中視大樂隊在此期間全程伴奏。每一輪結束後，主持群依序詢問每位參賽者的答案，從站在鏡頭最右方隔間內者開始問，答案與題目一致者為勝。
《超級星期天》的招牌單元〈超級比一比〉最先把這種遊戲單元帶進台灣，但是《超級星期天》製作單位始終提不出日本電視台的授權書。
1997年8月20日，《民生報》率先報導，由於中視與NTV是姊妹台，王鈞透過中視與NTV接洽授權事宜；經過一番努力之後，王鈞在溫妮颱風侵襲台灣之前飛往日本，NTV同意正式授權中視使用。王鈞在該文中表示，原本向NTV接洽使用權是為了新的中視星期日綜藝節目，但目前決定每星期六首播的《紅白勝利》以便搶在每星期日首播的《超級星期天》之前播出，也不排除同時使用於《紅白勝利》與新的中視星期日綜藝節目。另據《民生報》1997年8月30日報導，每集版權費為三千美元。
傳傳樂
遊戲單元，沿用〈正宗紅白比比樂〉佈景，每個隔間內都有一副全罩式耳機掛在掛鉤上。每一輪開始時，全體參賽者都要戴上耳機，主持群出示一塊小板給觀眾與站在鏡頭最左方隔間內者看，小板正面有一段句子作為題目。從站在鏡頭最左方隔間內者開始傳話（所要傳的話就是該段句子），傳話到站在鏡頭最右方隔間內者為止。傳話結束前，全體參賽者皆不得摘下耳機。每一位參賽者各有約30秒的時間可以傳話，但是耳機內會同時傳出音量極大的吵雜的音樂（重金屬音樂之類）來干擾傳話的準確性，所以每兩位參賽者之間也必須拉高自己的音量來傳話。參賽者以外的人都聽不到耳機內傳出的吵雜的音樂；所以在觀眾聽來，傳話的過程簡直是「雞同鴨講」，相當好笑。傳話結束後，全體參賽者摘下耳機，主持群依序詢問每位參賽者的答案，從站在鏡頭最右方隔間內者開始問，答案與題目一致者為勝。
我的腦筋要轉彎
所有參賽者分成AB兩組，每組各三人，站在〈正宗紅白比比樂〉佈景的隔間內。先由A組參賽，再由B組參賽。許效舜看著自己手上的字卡朗讀題目，題目倒著唸就是答案，一組十題。參賽者必須正確地表演答案，答對最多題者就是該組的優勝。例如：題目是「『你愛我』說眾觀對來下跪」，對應的答案是「跪下來對觀眾說『我愛你』」。
恐怖箱
又名〈可愛箱〉，同〈膽量大考驗〉，沿用〈正宗紅白比比樂〉佈景。前期參賽者是以手觸摸，後期還有以腳「觸摸」的版本。
恐怖比比樂
遊戲單元，是將〈正宗紅白比比樂〉與〈恐怖箱〉合而為一的單元。主持群互推一人「比」出題目，讓其他參賽者來猜。其他參賽者把答案寫在身後的白板上。答案揭曉後，沒答對者就要將自己的一隻手伸進「恐怖箱」並猜箱內珍奇異獸的名稱。
中國電視尺
為一戲仿單元，似華視《連環泡》之名單元〈中國電視史〉。內容戲仿各式流行電影、電視劇，有時亦會嘲諷大學聯考等。第一集內容戲仿白曉燕命案採訪過程爭議；該集虛構的電視台名稱「紅白電視台」的英文簡稱「TVYS」，有影射TVBS之意，其實與「紅白」二字並無關聯。
該單元的部分短劇皆以董至成反串飾演的女性角色「董月花」為主角。董月花講客家話口音的華語（例如把「很」講成「粉」），並常以「惡（ㄚˋ）劣」「噁（ㄚˇ）心」為口頭禪，並於不少小學生間流行。
董月花著名的台詞包括：
- 「中壢埔心的土雞，又油又香又便宜，吃起來不會粉油、粉膩。」
- 「我覺得頭粉暈，粉想吐。」
- 「人生如浮雲，命運粉不順。」
- 「月花，月花，越冷越開花。」

因董月花於該單元使用「客家國語」，且其意僅為娛樂觀眾，故自開播以來即有人投書〈自由廣場〉抗議，認其涉及傳播對客家族群之刻板印象；但不久即有人提出反論，認此舉僅為娛樂，不至於對客家族群有負面影響。對此，當時蘇逸洪主播的TVBS-N夜間新聞節目《晚安台灣》曾以現場電話連線的方式專訪董至成；董至成在電話中說，那是胡瓜出的主意，胡瓜自己就是客家人，沒有醜化客家族群的意思。
1998年3月，原台視綜藝節目《龍兄虎弟》兩位主持人張菲、費玉清跳槽主持華視綜藝節目《龍虎綜藝王》當天，董月花雙手捧著一整隻烤熟的土雞，領導一群頭戴胡瓜肖像面具的工作人員，組成「《紅白勝利》董月花訪問團」，到華視大樓大門口「祝賀」張菲、費玉清。董月花當場朗誦自創的一首七言八句的現代詩，前兩句待考，後六句如下：「轉不轉台沒關係，《紅白》一定要《勝利》。勿因跌倒而懷憂，莫為《紅白》而喪志。若是菲哥不爭氣，《紅白勝利》鐵打你呀鐵打你！」張菲在《龍虎綜藝王》開播記者會上認為「訪問團」是《紅白勝利》的挑釁行為，便放話：「還好董至成沒有到現場來，要不然就會給他難看。」
由於董月花大受歡迎，1990年代末，現做飲料店加盟體系「董月花奶舖」開業，徐乃麟是投資人之一；但隨著該單元停播，董月花熱潮消退，董月花奶舖也萎縮。2013年10月25日，中視轉播《102年電視金鐘獎頒獎典禮》，董月花、福州伯（許效舜飾）、陽婆婆（陽帆飾）在頒獎典禮上合作表演節目〈電視人生〉，是三人首次合作。2014年1月31日20點整至23點整，中視播出金星娛樂製作的大年初一特別節目《超級馬力新春大爆走》，製作人是王偉忠與詹仁雄，主持人是董月花與福州伯，是董月花與福州伯首次合作主持的節目。
以下是該單元歷年來戲仿過之作品名稱（不分時期）：
- 《煙雨濛濛》：華視1986年八點檔連續劇。該單元讓三位主持人與馬維欣聯合主演，當時「董月花」尚未出現在該單元中。
- 《酷斯拉》：該單元將其改名〈褲溼啦〉（完整的意思是「『褲』子『溼』了『啦』」，簡稱「褲溼啦」），當中並出現以毒藥注射於猛獸，或企圖餵猛獸塞有炸藥之魚，結果不慎將毒藥射於自己身上，或自己切魚時切到塞有炸藥之魚因而遭殃之情節。
- 《鐵達尼號》（Titanic）：該單元將其分兩次來戲仿，分別改名〈鐵水泥號〉、〈鐵打你號〉（Tidanic）。「董月花」模仿的就是該片女主角「蘿絲」；製作單位取其諧音，將「蘿絲」改名為「螺絲」。該片男主角「傑克」並沒有被改名。該片著名台詞「喔！傑克！這真是太神奇了！」仍被保留，在該單元中被說出來。在〈鐵水泥號〉的結尾，「傑克」到美國經商成為美國首富，後飽受緋聞所苦不知所蹤，「螺絲」被海豚當作同類救至岸上。在〈鐵打你號〉中，「螺絲」多了一個兒子叫做「董奧納多」，胡瓜扮演的「鐵打你號」船長叫做「狄卡皮箱」。在〈鐵打你號〉的結尾，「螺絲」與「董奧納多」漂流到沙崙海水浴場而獲救，「狄卡皮箱」乘坐救生艇逃難時遭中國人民解放軍軍事演習時的飛彈襲擊，而下落不明。
- 《空中監獄》與《驚聲尖叫》：該單元將這兩部電影合併成《空中尖叫》。
- 《新星星知我心》：中視八點檔連續劇之一，是重拍台視八點檔連續劇《星星知我心》。該單元並未將其改名。
- 《還珠格格》：中視八點檔連續劇之一。該單元將其改名〈販豬格格〉。「董月花」模仿的就是該劇女主角「小燕子」，「小燕子」被改成了一個從豬肉攤販中被發掘的格格。
- 《花木蘭》：楊佩佩製作的中視八點檔連續劇，袁詠儀、趙文卓等主演。該單元將其改名〈木蘭花〉，「董月花」模仿的是該片女主角「花木蘭」。
- 《灌籃高手》（SLAM DUNK）：該單元將其改名〈灌腸高手〉，原作男主角櫻木花道被該單元改為「櫻木滑倒」（取其諧音），流川楓被改為「流穿幫」（更改名字本意，下述兩個角色改名的方式相同），赤木剛憲被改為「赤木肛門」，赤木晴子被改為「赤木瞎子」。
- 《台灣變色龍》：該單元將其改名〈台灣變色狼〉、〈台灣電視龍〉，由董至成模仿該節目主持人盛竹如，董至成自稱「盛竹筍」。在〈台灣電視龍〉的結尾，「盛竹筍」會刻意模仿董月花的腔調說「我覺得粉啊心，粉想吐」，然後離場。
- 《藍色蜘蛛網》：該單元將其改名〈藍色盤絲洞〉，「盛竹筍」模仿盛竹如「一副正經八百」的樣子說話。
- 《超級星期天》：該單元將其改名〈抄襲星期天〉，並將其著名單元〈超級明星臉〉改名〈抄襲明星臉〉。原版口號「〈超級明星臉〉，明星臉！」被改成「〈抄襲明星臉〉，不要臉！」與「〈抄襲明星臉〉，羞羞臉！」
- 《太陽花》：該單元將其改名〈太癢花〉。其中飾演反派角色「汪子荃」的演員，是由《太陽花》演員王耀慶真實演出；曾國城飾演「趙四元」（原版著作的角色名稱是「趙士元」，「士」取其諧音改為「四」），另一位女演員飾演「趙四分」（與「趙四元」的意思相同）。劇中雖然也有肥皂劇的成份，但大多是以鬧劇為主。劇中汪子荃想殺害趙四元，趙四元身中多槍而身亡；但基於「戲劇效果」，趙四元「奇蹟似地復活」在汪子荃眼前。與《太陽花》原始劇情一樣，汪子荃還不斷處心積慮地想殺死趙四元這個「眼中釘」。最後汪子荃是死在〈台灣變色狼〉主持人「盛竹筍」的手下，純粹只是個鬧劇。
- 《法醫傳奇》：由一位主持人飾演法醫「楊肉鬆」（模仿臺灣著名法醫楊日松），當然整體也是以鬧劇為主。
- 「非廣告」系列：把著名電視廣告的情節加上搞笑成分。該單元曾模仿保力達提神飲料「蠻牛」之廣告，將「蠻牛」改名「盲牛」，由戎祥扮演打麻將的胖女人（該廣告女主角），上山博樹扮演炒菜的可憐男「蠻牛先生」（該廣告男主角廖嘉琛）。該單元分兩次演出，但最後「蠻牛先生」的下場都很慘：除了喝了胖女人的尿而中毒，還喝了胖女人的毒藥而死。
- 「新聞大雜燴」：將幾個友台的新聞節目結合而成。例如台視體育主播白詩禮被製作單位改名為「白痴禮」，而中視氣象主播任立渝則被製作單位改名為「任鯉魚」，並「邀請」電視機前的觀眾將〈中視氣象台〉的氣溫數據與中視另一個綜藝節目《天才Bang!Bang!Bang!》的最後一個單元〈記憶金庫〉作結合，成為該集的笑點。

斜戲登場
短劇單元。在攝影棚右方有一個客廳佈景，名為「真心屋」。「真心屋」的地面不是平的，而是傾斜30度角（鏡頭也隨之傾斜，所以電視機前的觀眾不容易看出來），考驗著眾人的平衡感。主持群與來賓們在「真心屋」內演短劇，同時必須顧及自身的平衡，還要防止站不穩的人或從桌上滑落的物品（例如一顆榴槤）砸中自己。
家庭計劃
仿自TBS綜藝節目《幸福家庭計畫》，開放家庭報名，但不限定報名資格。由董至成扮演的「董幸福」或許效舜扮演的「許來舜」擔任「幸福特派員」親自拜訪被選上的家庭，被選上的家庭稱為「幸福家庭」。「幸福特派員」抵達「幸福家庭」之後，先簡單介紹「幸福家庭」全體成員，然後出示一本商品型錄，讓「幸福家庭」的成員們從型錄中各自挑選自己想要的商品，最後公佈指定的任務給「幸福家庭」的參賽者（一個「幸福家庭」僅限一人參賽），限定的訓練時間為一星期；一星期後，「幸福家庭」的參賽者必須在其他家人陪同之下，到錄影現場接受主持群「驗收成果」。訓練期間，「幸福特派員」把一台Video8（V8）攝影機（已裝上錄影帶一捲）借給「幸福家庭」使用，讓「幸福家庭」的成員或親友來拍攝參賽者每日訓練的情形。開始驗收成果之前，製作單位收回V8攝影機及其錄影帶，胡瓜帶領「幸福家庭」親自檢視各自選定的商品（已事先運到攝影棚內）作為獎品；然後，胡瓜給參賽者30秒來冷靜自己的情緒。30秒一到，就開始驗收成果。以原訂的門檻過關的「幸福家庭」將可以得到各自選定的全部獎品，沒過關者將得不到任何獎品；但是有時候主持人會故意「放水」讓參賽者通過較低的門檻，通過者只能得到一部分的獎品。沒有得到全部獎品的「幸福家庭」，必須接受胡瓜的帶領，向沒有得到的獎品「道別」。「幸福家庭」蒞臨錄影現場時的音樂，以原訂的門檻過關時的音樂，都是中視大樂隊演奏〈英雄今日得勝歸〉（See, the conquering hero comes）。
「董幸福」固定的開場白是：「幸福誰最懂？幸福我最懂。因為我姓『董』，所以『董幸福』。」
我的成長
同華視時期單元。
婆婆媽媽踢踢樂
同華視時期。

#### 胡瓜、董至成時期
許效舜離職之後，胡瓜、董至成依然在任，節目佈景全部換新（此後不曾更換佈景）；中視大樂隊遭中視裁撤，改由「Power樂隊」擔任伴奏，此後不曾更換樂隊；節目單元方面，新增〈快吃快答〉、〈紅白大審判〉與〈我的動作要轉彎〉，原〈家庭計劃〉改版為〈勝利計劃〉，〈中國電視尺〉改為完全以「董月花」為主角。
天生一對
口號是：「〈天生一對〉，絕配！」定場詩是：「十年修得同床渡，百年修得共枕眠。若是天生夫妻臉，前世修得好姻緣。」每集邀請四或五對具有「夫妻臉」的夫妻參賽，若干位來賓擔任評審。在評選過程中，會穿插主持人的訪問與評審的講評，也會播映「夫妻臉電腦合成照」顯示該對夫妻的「夫妻臉」程度。決定冠軍的方式有兩種：
1. 每位評審手邊各有以紅底白字標示自然數1至7的圓形小牌，每位評審各自以舉牌的方式給分。任意一對夫妻的總分，稱為該對夫妻的「夫妻相像指數」。「夫妻相像指數」最高者就是該集的冠軍，可以獲得「五星級總統套房住宿券」一張，住宿期間是四天三夜，可以「二度蜜月」。
2. 全部評審共同協商之後，舉牌決定該集的冠軍，並說明理由。冠軍可以獲得「五星級總統套房住宿券」一張，住宿期間是三天兩夜。

親親麵對麵
遊戲單元。〈天生一對〉的四或五對夫妻參賽，兩人只能用各自的嘴共食一條麵線。胡瓜吹哨子之後，兩人才可以開始吃。吃的時候必須用吸的，不能用咬的。吃到最後，兩人必須親吻一次。董至成在旁以電子碼錶分別計算五對夫妻所耗費的時間，選取時間較短的前三名，這三對夫妻即可參加〈床上功夫大作戰〉。「麵對麵」三字是取「面對面」三字的諧音。
床上功夫大作戰
遊戲單元。〈親親麵對麵〉獲選的三對夫妻，在工作人員預先安排換裝之後，男性穿著紅色睡衣與紅色睡褲，女性穿著白色睡衣與白色睡褲。三對夫妻輪流參賽。主持群簡短訪問參賽者之後，指示參賽者仰臥在攝影棚正中央的雙人彈簧床上，該彈簧床已被鋪上全套床罩組（包括床單、棉被與枕頭）。參賽者就定位後，胡瓜吹哨子，董至成與一些來賓同時快速蓋上棉被，使棉被完全遮蓋參賽者。床外眾人不得窺視被窩裡的情形。參賽者在被窩裡互換睡衣，限時30秒。30秒一到，床外眾人立即掀開棉被，參賽者立即停止互換睡衣。經主持群檢查，完全互換睡衣者才算過關，過關者可以獲得獎金新台幣兩萬元。穿反者，衣衫不整者，皆算失敗。
該單元另有「明星組」賽程，讓〈天生一對〉的全體來賓輪流參賽，限時40秒，其餘規則完全相同。
快吃快答
遊戲單元。若位來賓分兩隊參賽，每一輪由兩隊各派一位隊員參賽。兩位參賽者面前各有一盤食物，這兩盤所盛的食物是一樣的份量。在每一輪的開始，胡瓜會問一個問題，給兩位參賽者猜答案。提問之後，樂隊彈奏一段音樂（曲名待考），董至成帶領兩位參賽者在兩盤食物前來回走動、若即若離。胡瓜吹哨子之後，樂隊停止奏樂，兩位參賽者各自以最快速度上前吃完自己盤內的食物，先吃完者先作答。反覆為之，答對最多次的隊伍就是該集的優勝。
紅白大審判
〈我的成長〉改版而成的人物訪談單元，每集邀請一位藝人受訪。胡瓜扮演「法官」訪問受訪藝人，受訪藝人的三位親友與董志成扮演「證人」。中間同樣穿插短劇模擬該藝人的成長過程。
「證人席」桌上已預先放置一張圓形馬賽克玻璃，玻璃外框的正上方有貼上「秘密證人」四字。如果「證人」想要講受訪藝人的「秘辛」（戀情、糗事等），可以舉起圓形馬賽克玻璃遮住自己的臉，當然純粹是娛樂用途。有時胡瓜也會跑到證人席上，以手遮住自己半邊臉，坐著講受訪藝人的「秘辛」，臉部還會被工作人員加上馬賽克；講完了以後，又回去繼續扮演法官。
我的動作要轉彎
遊戲單元。由一位女性專業舞蹈老師擔任出題者，稱為「Copy Girl」。「Copy Girl」出場時的音樂是水叮噹（Aqua）名曲〈Barbie Girl〉的副歌前半段。每集參賽者分為數輪參賽，一輪三人。每一輪開始時，先由「Copy Girl」示範一段舞步，作為該輪的題目。每一段舞步都有搭配「Power樂隊」的伴奏，長度約在十秒內。示範完畢後，三位參賽者與「Copy Girl」分別站在橫排的四個木製隔間內，而「Copy Girl」必須站在鏡頭最左方的隔間。四人就定位之後，聽從胡瓜的指示，搭配樂隊的伴奏，作同樣的舞步。舞步與「Copy Girl」最接近者，就成為該輪的勝者。當天賽程全部結束後，最後的勝者就成為當天的優勝。
勝利計劃
由〈家庭計劃〉改版而來，僅限弱勢家庭報名，由「董幸福」親自拜訪被選上的家庭，由參賽藝人代為完成指定的任務；同時透過「中視愛心專戶」的捐款，幫助這些弱勢家庭。其他方面則與〈家庭計劃〉相同。被選上的家庭，稱為「勝利家庭」。
因該單元常積極主導，甚至暗示當事人表現得更可憐，因而誤導觀眾。如某集稱李緞老太太每個月僅有六千元之收入，家人也未予以探視；實則其每月會按時收到政府之低收入戶津貼與生活補助共新台幣一萬三千多元，家人亦有探視李緞。李緞於收到觀眾大筆善款後，案主親人對她不諒解，甚至失去原先支持網絡；加以擔憂外界誤認其為「暴發戶」而前來搶劫，而感到十分焦慮。此外，每當單元播出後，當事人皆獲得大筆善款，致使部分弱勢者的成長動機降低許多，只願等待簽中「媒體樂透」以「一夜致富」。因而自該單元開播一段時日以來，該單元即遭中華民國社會工作者專業協會率領中華社會福利聯合勸募協會、中華民國殘障聯盟、中華民國智障者家長總會、中華兒童福利聯盟文教基金會、台北市社會福利聯盟等社會團體批判，並要求製作單位停播該單元，及對蒙受困擾之當事人們道歉，同時公佈捐款流向及用途。網路上亦有不少網友談及此事，並認媒體不應僅給弱勢者魚吃，更應教其釣魚，以免其喪失上進動機。該爭議促使中視另成立中視愛心基金會，由該基金會專責管理「中視愛心專戶」，以求杜絕「媒體募款」衍生之爭議及法律問題。
中國電視尺
此時期的〈中國電視尺〉所有短劇皆以「董月花」為主角。

#### 徐乃麟、董至成、曾國城時期
胡瓜離職之後，先由徐乃麟、許效舜、曾國城代班並搭配董至成共同主持，之後徐乃麟、曾國城正式入主《紅白勝利》並搭配董至成主持，後期增加助理主持小嫻，節目佈景延續胡瓜、董至成時期，並由「Power樂隊」擔任伴奏；節目單元進行大改版，新增〈記憶大考驗〉、〈祝你幸福〉、〈狀況劇〉與〈對不起　害到你〉等節目單元。
記憶大考驗
分為數輪，每一輪各有一人參賽。每一輪各設定一個問題，每一個問題各有八個答案。八位兔女郎排成一列，由左至右，分別穿著紅色、黑色、紅色、黑色、紅色、黑色、紅色、黑色的兔女郎服裝，各舉一個長柄橫牌，每一個橫牌各標示一個答案。
在每一輪之始，主持群請八位兔女郎將八個答案同時朝向觀眾席，讓參賽者在一定時間內由左至右默記八個答案的正確順序。時間一到，主持群請八位兔女郎將八個答案同時背向觀眾席，「Power樂隊」開始以2/4拍奏樂，主持群與參賽者跟著奏樂的節拍問答。主持群問該輪設定的同一個問題，參賽者由左至右作答。參賽者答第一個答案，無論答對或答錯，第一位兔女郎立即將第一個答案同時朝向觀眾席；參賽者答其餘七個答案時，依此類推。
例題：

你愛吃什麼冰——啊？
芋頭牛奶冰——啊！

你愛吃什麼冰——啊？
花生雪花冰——啊！

你愛吃什麼冰——啊？
綠豆薏仁冰——啊！

你愛吃什麼冰——啊？
果汁雞蛋冰——啊！

你愛吃什麼冰——啊？
西米紅豆冰——啊！

你愛吃什麼冰——啊？
檸檬愛玉冰——啊！

你愛吃什麼冰——啊？
木瓜牛奶冰——啊！

你愛吃什麼冰——啊？
香菜芋頭冰——啊！

董月花全省走透透—婆婆媽媽踢踢樂
同華視時期，但單元名稱改為〈董月花全省走透透--婆婆媽媽踢踢樂〉，由主持人董至成扮演「董月花」，與徐乃麟、許效舜、曾國城三位代班主持人輪流下鄉，與民眾共同玩遊戲。
二趾族遊台灣
〈二趾族遊台灣〉是由董至成、許效舜擔任外景主持人，到非洲探訪「二趾族」，並邀請其中一位「二趾族」族人到臺灣中視攝影棚接受主持人徐乃麟、曾國城訪問，另一位主持人董至成則引領「二趾族」族人到中視攝影棚參加錄影。
神奇狗BOBY
單元由徐乃麟、曾國城擔任外景主持，採訪當時的神奇狗狗「BOBY」。
周星馳大秀生涯名場面
單元由董至成、曾國城主持，1999年周星馳與張柏芝為宣傳新電影「喜劇之王」來臺灣進行宣傳，並到中視〈紅白勝利〉節目與主持人一同玩遊戲，並宣傳電影。
祝你幸福
〈祝你幸福〉是由六名參賽者進行的一個單元，分為兩版。六名參賽者個別坐在六張椅子（自然數1至6號）上，每張椅子背部各有一個省電燈泡。徐乃麟會按鈕從這六位參賽者中「選」出一個號碼作為「幸福號碼」。被選中的椅子上，省電燈泡會亮燈，表示坐在該座位上的參賽者可能會受到懲罰。每一個參賽者都不知道自己有可能成為「受害者」，只有徐乃麟與電視機前的觀眾知道。按鈕後，六名參賽者依現場「Power樂隊」奏樂，環繞著六張椅子來快走。奏樂完畢，參賽者全部坐下，徐乃麟會開放參賽者互換座位。互換座位完畢，徐乃麟帶領觀眾觀看六名參賽者「幸福的表情」，然後宣布「幸福號碼」。坐在「幸福號碼」座位上的參賽者就成為「受害者」，會被座位後方的「肌肉男」以雙手捆住，以防脫逃。
在第一版，坐在「幸福號碼」座位上的參賽者必定會被其他參賽者輪流砸刮鬍泡。
在第二版，等到徐乃麟正式宣佈「幸福號碼」之後，「受害者」還要轉動一個轉盤，有六分之一的機會是不用受到懲罰，其餘六分之五是必須接受殘酷的懲罰的；這個「懲罰」是手持隨時會放電的麥克風，唱完一段自己拿手的歌曲，才結束該「懲罰」。
每一單元會進行三回合。三回合後，進行下一單元，或結束當日節目。
「祝你幸福」一詞，出自龍千玉的歌曲〈不如莫熟似〉當中的歌詞「祝恁幸福」。不如莫熟似即華語「不如不要相識」的意思、「祝恁幸福」即華語「祝您幸福」的意思。
對不起　害到你
〈對不起　害到你〉是一個測驗參賽者中文國字程度的遊戲單元。一開始，主持群會宣佈該輪遊戲的「懲罰」，例如嘴親牛蛙或喝大量的水…等「懲罰」，參賽者與主持群是以「下注」的方式，決定輸家要接受「多久」或「多少」的懲罰。由於下注後，參賽者仍然不知道誰是「受害者」，還要進行猜拳，猜至「最輸者」，則必須透過攝影機，尋找一個路人，請「受害者」幫忙寫下一個中文國字，當然這些「字」，是筆畫較多、不常用的，或者是一時令路人「想不起來」的「字」。被選定的路人都是經過同意的，所以不會有規避的問題，也不會有侵犯隱私的問題。只要該路人能夠幫忙該名「受害者」正確寫出該字，「受害者」就不用受到懲罰；反之，寫錯，或者是筆畫錯誤，或者超過時限二十秒內沒有寫出來者，路人就會對該名「受害者」說出單元名稱「〈對不起　害到你〉」，而「受害者」就必須接受懲罰。但路人是不用接受懲罰的。
無論「受害者」是否必須接受懲罰，每次測驗後，就會顯示出一段電腦動畫，正確地顯示該「字」的筆畫順序。
狀況劇
搞笑短劇單元，類似《鑽石舞台》之同類單元〈鑽石狀況劇〉，由參賽藝人與主持群共同進行的遊戲。本單元有開放觀眾參觀錄影，〈鑽石狀況劇〉則無。主持群宣佈「狀況開始」時，無論是參賽者、主持群，還是現場觀眾，任何一個人都不可以說出「你」、「我」、「他」之類的代名詞，無論是哪一個國家的語言或地區的方言均不可；否則說出該類詞句者，就必須站到一個處罰處，接受從天而降的鐵片（有用帆布包住，所以不會敲傷參賽者），以及由地面竄至受罰者的短暫乾冰懲罰；而該處罰是具有「累計性」的，也就是說參賽者均有可能於該輪遊戲內受到兩次或更多次的懲罰。
整體遊戲進行，直至主持群認為時間到了，適合狀況解除的時候，主持人就會宣佈「狀況解除」，任何人就可說「你」、「我」、「他」。但如果主持群又開始宣佈「狀況開始」時，整體遊戲還會持續進行，直至再次「狀況解除」為止。
街頭魔術秀
由一個魔術表演者到街頭表演魔術給路人看，有時候還會有一點「整人」的意味在。例如表演「報紙遁水」時，魔術師就會以閩南語的方式，跟書報攤老闆娘說：「頭家娘！今天買的報紙是不是有送牛奶？」。書報攤老闆娘就很可能會說：「怎麼可能會有？」然後，魔術師就會拿出一份事先準備好的報紙，從報紙內「倒」出牛奶給老闆娘看，讓老闆娘「不知所措」。
魔術大解密
製作單位購買福克斯廣播公司《魔術掲密》的公開播映權，並由主持人「蒙面魔術師」法爾·范倫鐵諾介紹各種魔術表演的秘密。整體《魔術掲密》的內容，不是原版旁白配音，而是中文配音。
冰風暴
遊戲單元。單元初期製作單位邀請主持人及來賓出外景至冰櫃廠錄影，但錄影過程曾因為發生意外上社會新聞。為防止意外發生，遊戲單元改以棚內主持，並在攝影棚放置大冰櫃，然後紅、白兩隊在冰櫃上進行「傳傳樂」及「麵麵樂」：
1.「傳傳樂」玩法：一隊五人站在冰上傳三條紙圈，以頭鑽進紙圈傳遞，不能用手輔助，紙圈斷掉重新來過，全部傳完方能離開冰櫃。
2.「麵麵樂」玩法：兩隊各派出三組隊員，兩人面對面各含麵條一端，哨音響起後，以咬的方式將麵條吃完，三組時間總和最少支隊伍即為獲勝。
新家庭計劃
同胡瓜、許效舜、董至成時期。
男生女生配
戀愛配對單元，由董至成、曾國城主持，邀請年輕男女參加的配對單元，類似中視戶外節目〈來電五十〉，製作單位臺灣各大學選出三位校花女學生，然後進行街頭人氣票選，票選結果出爐後，再進到攝影棚內由男觀眾進行投票，選出人氣美女。
街頭也瘋狂
製作單位不定點、不定時向毫無防備的路人進行「整人計劃」。在1999年首播時，名為〈1999紅白街頭也瘋狂〉。
由於部分片段遭行政院新聞局認定違反《電視節目分級處理辦法》（如派遣一穿著長裙之女性工作人員，雙手搬重物，到一男性路人身旁，使其長裙落下，以測試該男性路人之反應），致使《紅白勝利》被新聞局開罰，成為《紅白勝利》被勒令停播原因之一。

#### 徐乃麟、董至成時期
曾國城離職之後，徐乃麟、董至成及小嫻依然在任，單元全部更換為外景單元。單元方面，新增〈愛情偵探社〉與〈哈啦兩粒〉，保留〈祝你幸福〉、〈狀況劇〉、〈對不起 害到你〉、〈男生女生配〉等單元；其中〈男生女生配〉改以外景為主，〈對不起 害到你〉則另增戶外版。
祝你幸福
同徐乃麟、董至成、曾國城時期。
對不起  害到你
同徐乃麟、董至成、曾國城時期，此時期新增戶外版。
狀況劇
同徐乃麟、董至成、曾國城時期。
哈啦兩粒
短劇單元。
愛情偵探社
外景主持人徐乃麟與董至成在街頭扮演偵探，尋找街頭情侶並要求情侶背對背，當面詢問情侶彼此是否有說謊、不忠或劈腿的情形。如街頭情侶彼此懷疑對方不忠，主持人會將情侶帶到攝影棚詢問並要求說謊的一方打電話給對方；如確定真有其事，主持人會將情侶帶往戶外，並準備奶油派給另一半。董至成會問：「要原諒他的話，就把派砸到他的臉；如不想原諒他，掉頭走人。」不忠的情侶如被奶油派砸，代表另一半選擇原諒；如不砸派走人，代表另一半不打算原諒對方。
男生女生配
同徐乃麟、董至成、曾國城時期。此時期改為徐乃麟、董至成擔任外景主持人，邀請年輕男女參加的戶外配對單元。

## 爭議內容
- 〈冰風暴〉單元：〈紅白勝利〉主持人之一的董至成於2013年8月19日的〈國光幫幫忙〉節目中爆料當時製作人王鈞開車經過新北市五股工業區，發現許多冷凍的冰庫，製作單位為了收視率，創了新單元〈冰風暴〉，要求來賓及主持人出外景至五股進到五股工廠裡工業用的冰庫，完成遊戲任務並回答問題，輸的要坐在冰上，該單元播出沒多久，其中一次到五股某冰庫廠錄影，因廠內溫度調太低，導致錄影出事。〈國光幫幫忙〉主持人庹宗康更爆料，當時他是〈紅白勝利—冰風暴〉來賓之一，錄影時發現發電機擺在冰庫門口，發電機排氣孔朝冰庫內，當主持人及來賓在冰庫錄影時，開始頭暈，以為是冰庫太冷，庹宗康當時想要拿熱水來喝，因主持人及來賓都冷到頭暈，後來才發現是一氧化碳中毒，庹宗康於錄影完結束後就立刻跑出冰庫，發現站在發電機旁的工作人員臉色蒼白、面無表情，庹宗康上前關心工作人員，工作人員就突然倒地，庹宗康大聲向錄影的工作人員及來賓、主持人呼救，但冰庫錄影的人員也跟著倒地，讓庹宗康嚇壞，衝去冰庫內將當時也參與錄影而一氧化碳中毒倒地的來賓唐玲揹到冰庫外。主持人之一的董至成回憶，因冰庫一氧化碳中毒的事件，讓製作單位改為攝影棚錄製，不敢在冰庫錄影。[27]
- 〈街頭也瘋狂〉單元：由於部分片段遭行政院新聞局認定違反《電視節目分級處理辦法》（如派遣一穿著長裙之女性工作人員，雙手搬重物，到一男性路人身旁，使其長裙落下，以測試該男性路人之反應[28]），致使《紅白勝利》被新聞局開罰，成為《紅白勝利》被勒令停播原因之一。

## 註解
1. ↑  無官方英文譯名，此據《中華民國無線電視年鑑第十輯：民國八十五年至八十六年》（中華民國電視學會1998年6月30日出版）所使用之譯名。
2. ↑  當時藍心湄是新力音樂旗下藝人。
3. ↑  王祖壽 報導，〈打歌憑'誠意' 暖到心坎裡〉，《民生報》1997年6月19日第12版。
4. ↑  .   [2010-01-07]. （原始内容存档于2013-10-21）.
5. ↑  這個僵局直到2008年7月20日，華視星期日晚間八點檔綜藝節目《POWER星期天》開播，才宣告結束。
6. ↑  王祖壽 報導，〈中視手忙腳亂 王鈞跳腳〉，《民生報》1997年8月7日第10版。
7. ↑  . 中央日報. 1996-04-13  [2021-09-13]. （原始内容存档于2022-01-21）.
8. ↑  覃冠生. . 中央日報. 1996-12-27  [2021-09-13]. （原始内容存档于2022-01-21）.
9. ↑  〈台灣綜藝抄襲遭奚落〉，《民生報》1998年2月5日12版。
10. ↑  華視懷舊頻道, , 2021-09-10  [2025-01-14]
11. ↑  《紅白勝利》華視時期第17集 〈膽量大考驗〉部分片段 （页面存档备份，存于） 1996-08-10
12. ↑  王筱瑞 台北報導，〈大家都來比一比〉，《聯合晚報》1997年8月30日第10版。
13. 1 2  王祖壽 報導，〈兩台比一比 搞笑較實力〉，《民生報》1997年8月30日第12版。
14. ↑  該節目最後定名為《全能綜藝通》。
15. ↑  王祖壽 報導，〈紅白金頭腦 搶下比一比〉，《民生報》1997年8月20日第12版。
16. ↑  .   [2007-10-30]. （原始内容存档于2020-04-12）.
17. ↑  這句話是刻意運用「月」、「越」同音。
18. ↑  這裡的「轉台」一詞，就是「跳槽」之意。
19. ↑  取該片主要演員李奧納多·狄卡皮歐（Leonardo DiCaprio）的台灣中文譯名的「狄卡皮歐」四字的諧音。
20. ↑  「啊心」即「噁心」之意。
21. ↑  與原版不同的是，原版限定參賽者必須是「幸福家庭」的年長男性。
22. ↑  錄影帶內的影片，由製作單位剪輯之後，併入播出帶。
23. ↑  源自韓德爾神劇作品《猶大·馬加比》（Judas Maccabaeus（英语：Judas Maccabaeus (Handel)））第三部。
24. ↑  「董」、「懂」同音，一語雙關。
25. ↑  .   [2007-10-18]. （原始内容存档于2022-01-21）.
26. ↑  .   [2007-10-18]. （原始内容存档于2019-06-11）.
27. 1 2  .   [2017-06-18]. （原始内容存档于2024-12-13）.
28. 1 2  請參閱《讀者文摘》（Reader's Digest）2001年6月第51頁：〈電視節目越來越爛 - 素質與意識俱每況愈下，觀眾該怎麼辦？〉一文。

## 資料來源
- 中視綜藝台選播的《紅白勝利》部分集數
- 台灣電視資料庫
- 新聞群組 tw.bbs.rec.tv 討論文章

| 華視主頻 星期六19:30－22:15 1997年6月14日起改為19:30－22:35 （21:40－21:55播出《新聞焦點》） | 華視主頻 星期六19:30－22:15 1997年6月14日起改為19:30－22:35 （21:40－21:55播出《新聞焦點》） | 華視主頻 星期六19:30－22:15 1997年6月14日起改為19:30－22:35 （21:40－21:55播出《新聞焦點》） |
| -------------------------------------------------------------------------------------------- | -------------------------------------------------------------------------------------------- | -------------------------------------------------------------------------------------------- |
|                                                                                              | 紅白勝利 （1996年4月20日－1997年8月2日）                                                     |                                                                                              |
| 電視聯合國                                                                                   | 龍虎綜藝王                                                                                   |                                                                                              |

| 中視 星期六19:30或20:00 | 中視 星期六19:30或20:00                | 中視 星期六19:30或20:00 |
| ----------------------- | -------------------------------------- | ----------------------- |
|                         | 紅白勝利 ↓ 全能綜藝通 （兩者互換時段） |                         |
| —                       | 全能綜藝通 ↓ 紅白勝利 （兩者互換時段） |                         |

| 中視 星期日20:00 | 中視 星期日20:00 | 中視 星期日20:00 |
| ---------------- | ---------------- | ---------------- |
|                  | 紅白勝利         |                  |
| 全能綜藝通       | 周日八點黨       |                  |

| 中視 星期二21:00 | 中視 星期二21:00 | 中視 星期二21:00 |
| ---------------- | ---------------- | ---------------- |
|                  | 紅白勝利         |                  |
| —                | —                |                  |

| 中視 星期日22:00 | 中視 星期日22:00 | 中視 星期日22:00 |
| ---------------- | ---------------- | ---------------- |
|                  | 紅白勝利         |                  |
| —                | —                |                  |